# ベンダー資格
ベンダー資格（ベンダーしかく）は、 コンピュータ、パーソナルコンピュータ、ソフトウェア、ネットワーク機器などのIT関連製品を製造・販売するベンダー（企業・メーカー）が、自社で開発した製品についてそのユーザーが適切な操作技術や管理技術を満たしていることを認証することを目的とした民間資格制度のこと。
具体的には、企業自身や企業が出資した関連団体が試験・資格制度を主催・運営しており、受験者に筆記・実技など1科目から数科目のテストを課し、一定の成績基準を満たした者に対して証明書の発行などを行う。一部ではあるが専門職・管理職向けなどとして位置づけられている上級資格では、複数の初級・中級の資格をあらかじめ取得していることが受験資格となっているものも存在する。そして、さらに試験合格しただけでは有資格者となれず、資格制度の主催者が試験合格者を対象に開催する有料のセミナーの履修と修了も資格証明書発行の必須条件とする場合がある。
書物・読物・資料などによってはIT資格という言葉がこのベンダー資格を指している場合もある。
なお、IT関係の民間資格であっても、特定のベンダーの技術や製品に依存しない認定資格や、インターネット技術者認定も存在し、それらの認定資格は「ベンダーニュートラル」と呼ばれる。情報処理技術者も特定の企業やメーカーの技術や製品に依存しない認定資格の1つである。

## 主なベンダー資格
- AWS認定(AWS）全11種類
  - 『基礎レベル認定』「AWS認定クラウドプラクティションナー」
  - 『アソシエイトレベル認定』「AWS認定ソリューションアーキテクト-アソシエイト」「AWS認定デベロッパー-アソシエイト」「AWS認定SysOpsアドミニストレーター-アソシエイト」
  - 『プロフェッショナル認定』「AWS認定ソリューションアーキテクト-プロフェッショナル」「AWS認定DevOpsエンジニア-プロフェッショナル」
  - 『専門知識認定』「AWS認定アドバンストネットワーキング-専門知識」「AWS認定データアナリティクス-専門知識」「AWS認定セキュリティ-専門知識」「AWS認定機械学習-専門知識」「AWS認定データベース-専門知識」[1]。

（注意:『専門知識』「AWS認定Alexaスキルビルダー」は、2021年3月23日に専門知識認定試験をもちまして終了。2021年3月23日以前に取得された『専門知識』「AWS認定Alexaスキルビルダー」は、発行日から標準で3年間有効です。デジタルバッジを含む関連特典もすべて、認定が有効である期間は有効なままです。記上「新しいAWS認定」には『専門知識』「AWS認定Alexaスキルビルダー」は含みません。または、再認定は発行されません。）
2020年10月8日、AWSジャパンは日本政府は総務省の「第二期政府共通プラットフォーム」をAWSベースの情報システム基盤で運用開始。
- シスコ技術者認定（CCNA・CCNP・CCIEなどの全10種類で5段階レベル）
- サイバーセキュリティスペシャリストプログラムプロフェッショナル

CCCSSPP(Cisco Certified Cyber Security Specialist Program  Professional、シスコ認定サイバーセキュリティスペシャリストプログラムプロフェッショナル)
※以下のシスコ技術者認定資格を有するものまたシスコサイバーセキュリティスカラシッププログラムを修了したものが、受験資格を得る。
- アーキテクト

CCA(Cisco Certified Architect、シスコ認定アーキテクト)
- エキスパート

CCIE(Cisco Certified InterNetwork Expert、シスコ認定インターネットワークエキスパート)
CCDE(Cisco Certified Design Expert、シスコ認定デザインエキスパート)
- プロフェッショナル

CCNP(Cisco Certified Network Professional、シスコ認定ネットワークプロフェッショナル)
CCDP(Cisco Certified Design Professional、シスコ認定デザインプロフェッショナル)
- アソシエイト

CCNA(Cisco Certified Network Associate、シスコ認定ネットワークアソシエイト)
CCDA(Cisco Certified Design Associate、シスコ認定デザインアソシエイト)
- エントリー

CCENT(Cisco Certified Entry Networking Technician、シスコ認定エントリネットワーキングテクニシャン)
CCT(Cisco Certified Technician、シスコ認定技術者)
- SAP認定コンサルタント（S/4HANA、HANA、NetWeaverなど）[5]

- マイクロソフト認定プロフェッショナル（MCP・MCSEなど）

- レッドハット認定エンジニア（RHCT・RHCEなど）

- Turbolinux技術者認定制度（Turbo-CE）
- サン・マイクロシステムズ(Sun Microsystems) Solaris認定資格(SCSA・SCNAなど)

- オラクルマスター

- Apple認定資格プログラム（ACTC・ACSAなど）

解釈にもよるが、かつてジャストシステムが運営していた一太郎検定も、ベンダー資格の一種と考えることができる。

### 主なベンダーニュートラル資格
- NTTコミュニケーションズインターネット検定 ドットコムマスター（シングルスター・ダブルスターなど）
- Linux技術者認定（LPIC、SAIR）
- コンプティア CompTIA
- Certified Internet Web Professional (CIW)
- Certified Information Systems Security Professional (CISSP)
- ISACA公認情報システム監査人 (CISA)、公認情報セキュリティマネージャー (CISM)

## ベンダー資格を取得するメリット
- 自らの能力・スキルを、交付された資格証明書という客観的な形でアピールすることができる。
- 資格取得のために深く学習することで、当該ソフトウェアに対する専門的な知識・造詣を得て、業務に役立てることができる。
- 資格取得者専用のサポートやサービスを受けられる。
  - 高度なサポートサービスが存在するソフトウェア・ハードウェアなどでは、資格取得者として登録されることで、それらサポートなどの有資格者専用サービスを受けることが可能となる。
  - 製品・メーカーにもよるが、メジャーバージョンアップが行われる際に、新発売となるバージョンアップ版について資格取得者限定で特別優待割引価格での購入機会が設定される場合がある。
- 企業・組織にもよるが、従業員の資格取得に対して、報奨金支給の制度を設けている企業がある。
- 情報技術産業・パソコン産業・ソフトウェア産業などでの就職・転職には、特定のベンダー資格を取得していることが新卒・中途採用を問わずセールスポイントとなる。
  - 特に情報技術産業・パソコン産業などでは、企業にもよるが、非正規雇用からの正規雇用登用の制度を持つ場合、MCSE・MCPなどの取得が事実上の絶対条件となっていることが見られる。
- 企業内での昇進に際して、ベンダー資格の所持の有無が昇進の速度やポストに少なからぬ影響を及ぼす場合がある。
  - 特に、大きなシェアを持ち、IT・パソコン業界内で強い影響力や発言力を持っているために、商取引などでも力関係的に上位になりやすい大手ベンダー企業を相手にした場合には、ごく普遍的な商取引を直接にしたい場合ですら、その企業が主催するベンダー資格の有資格者を担当者に据えなければ、たとえ課長・主任などの肩書きをつけたところで大手ベンダー企業側からまともに取り合ってもらえない事態が起き得るためである。さらには、「課長級や主任級の正社員で、なおかつベンダー資格の有資格者」という担当者が要求される場合もある。

## ベンダー資格の注意点・問題点

### 資格の価値
- ベンダー資格はあくまでも民間資格に過ぎない。実力の称号である。
- 国家資格や公的資格と異なり、業務独占資格や名称独占資格ではない[注 1]。
- 国家資格や公的資格と異なり、関係者に秘密保持義務がない[注 2]。
- 法的拘束力による資格の効力は発生しない。

### 費用
- 一般に受験費用や合格時の資格証交付までの諸手続きに掛かる費用が高額である。
- 資格維持にも年会費や更新などの名目で運営者から高額の費用が要求される。
- 試験合格後、資格証明を得るにあたって運営者が主催する団体に入会しなければならないことがある。
- 複数科目の合格が認定に必要になり､しかも1科目毎に受験料が要求されたり、受験日が異なることがある。
- 上級資格の場合、複数の初級・中級ベンダー資格を取得済であることが受験資格となっていることがある（初級・上級がある場合、いきなり上級を受験することができない）｡
- 試験合格後の有料セミナー参加が必須になっていることがある。

### 恣意的な制度
- 有効期間が設定されているものがある[注 3]。
- 受験者数・合格者数・合格率・試験問題（例題も含む）が公表されていないものが多く、情報の透明性に乏しい。
- 特定のソフトウェアの指定されたバージョンに資格の価値が限定されているものがある。この場合、製品のバージョンアップと共に事実上無価値となり、その都度受験しなければならない。
- 運営者の立場に基づいて試験問題が作成されている。(競合他社の規格を一切取り上げないなど)
- 運営者との契約はきわめて運営者側に有利になっている。
- 運営者との契約に同意をしない場合は不合格になる。しかも受験料が返還されるわけではない。[6]

### 能力試験としての無意味さ
- 試験問題が流出しているものは、流出した問題と出題傾向を丸暗記するだけで合格できる場合がある。
- 試験問題を持ち帰れないものが多く、自己採点ができず学習には役立たない。
- 海外ベンダーの運営する試験では、試験問題が英語のままで出題され翻訳しなければならないなど、資格の本来の目的とは関係ない能力が求められることがある。